# Prénom usuel
 (mai 2019).
Le prénom usuel est le prénom par lequel une personne est appelée dans la vie courante.

## En France

### Historique
En France, le prénom usuel dans la société du XIXe siècle et de la première moitié du XXe siècle est fréquemment le dernier prénom de l'acte de naissance[réf. nécessaire]. Par exemple, les anciens présidents de la République René Coty et Gaston Doumergue s'appelaient respectivement Jules Gustave René Coty et Pierre Paul Henri Gaston Doumergue[réf. nécessaire].
Le deuxième alinéa de l'article 57 du Code civil issu de la loi du 8 janvier 1993 dispose que « tout prénom inscrit dans l'acte de naissance peut être choisi comme prénom usuel », codification de l'article 1 de la loi du 6 fructidor an II (23 août 1794), selon laquelle :

« Article I — Aucun citoyen ne pourra porter ni de nom ni de prénom autres que ceux exprimés dans son acte de naissance : ceux qui les auraient quittés seront tenus de les reprendre. »

— Guillaume 2006
Sur le plan jurisprudentiel, la Cour de cassation a énoncé le 4 avril 1991 que « rien ne s’oppose à ce que soit utilisé, en tant que prénom usuel, l’un quelconque des prénoms figurant sur les registres de l’état civil » et qu'« un tel usage s’impose aux tiers comme aux autorités publiques ». Dans le même sens, la cour d'appel de Lyon a pu indiquer qu'une personne « peut toujours utiliser l'un quelconque de ses prénoms comme prénom usuel par application de l'article 57 alinéa 2 du Code civil. Le choix du prénom usuel s'impose aux tiers comme aux autorités publiques lesquels doivent respecter le droit de toute personne de faire usage de l'un quelconque de ses prénoms, sans que les tiers et les administrations aient à imposer à l'intéressé son premier prénom, si ce n'est pas celui dont il a choisi de faire usage » (CA Lyon, 26 novembre 2008, 09/01017).

### Démarche administrative
Il était courant de rajouter une ligne sur la carte d'identité pour écrire le prénom usuel, or le décret du 22 octobre 1955 instituant la carte nationale d'identité ne prévoyait pas l'ajout de cette ligne contrairement au nom d'usage. Cela explique le fait qu'une circulaire ayant pour objet de faire la synthèse de la réglementation applicable en matière de délivrance et de renouvellement de la carte nationale d'identité a été émise le 10 janvier 2000 pour remédier à cela. Celle-ci mentionne désormais que « Lorsque le prénom usuel est le prénom qui n'est pas celui-ci mentionné en premier sur son acte d'état civil, il convient de créer sous la rubrique « prénom », la rubrique « prénom usuel » : exemple : Prénom(s) : Jean, Pierre, Louis Prénom usuel : Louis ».
La modification de l'ordre des prénoms est possible depuis la loi du 17 mai 2011 de simplification et d'amélioration de la qualité du droit, modifiant l'article 60 du Code civil en ce que « L'adjonction, la suppression ou la modification de l'ordre des prénoms peut également être demandée », à la condition d'en justifier d'un intérêt légitime. Une telle démarche ne pourra pas être engagée au moment du renouvellement ou de la création de la carte d'identité, celle-ci intervenant dans le cadre de la procédure du changement de prénom, via une requête présentée devant l'officier de l'état civil de la commune de résidence ou de naissance, depuis la loi du 18 novembre 2016 de modernisation de la justice du XXIe siècle et précisée par un décret et deux circulaires,.